# Diniaș

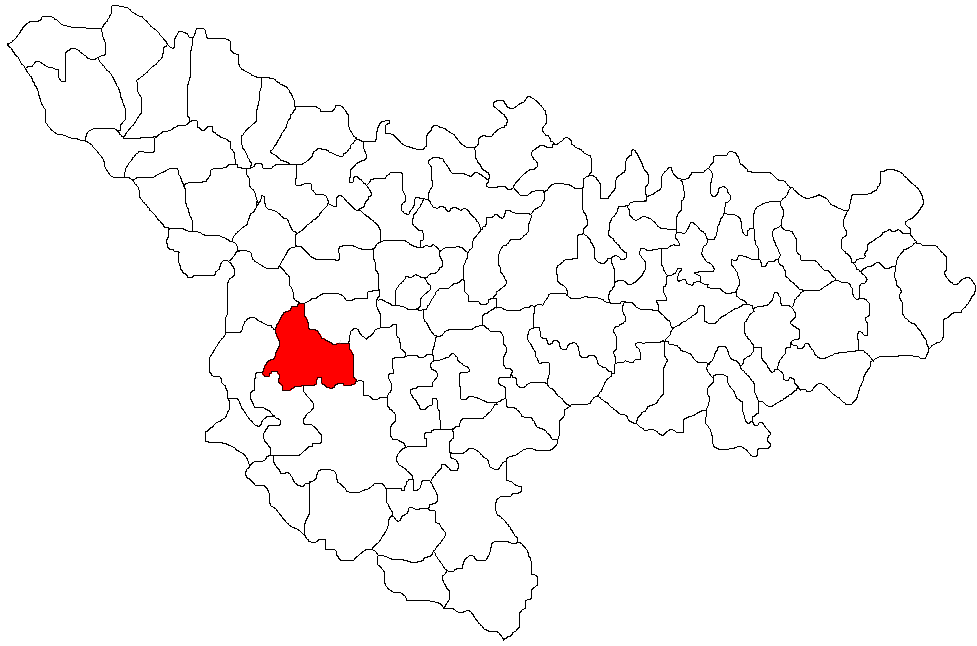
Lage der Gemeinde Peciu Nou im Kreis Timiș

Diniaș (deutsch Diniasch, ungarisch Torontáldinnyés, serbisch Dinjaš) ist ein Dorf im Kreis Timiș, Banat, Rumänien. Diniaș gehört zur Gemeinde Peciu Nou.

## Geografische Lage
Diniaș liegt im Westen des Kreises Timiș, 25 Kilometer südwestlich von Timișoara.

## Nachbarorte
| Răuți              | Sânmihaiu German                            | Sânmihaiu Român |
| Uivar              | Kompassrose, die auf Nachbargemeinden zeigt | Șag             |
| Sânmartinu Sârbesc | Peciu Nou                                   | Parța           |

## Geschichte
Auf der Josephinischen Landaufnahme von 1717, ist der Ort Dingnas mit 50 Häusern eingetragen und vorwiegend von Serben bewohnt. Nach dem Frieden von Passarowitz (1718), als das Banat eine Habsburger Krondomäne wurde, war die Siedlung Teil des Temescher Banats. 1778 wurde das Banat von der Kaiserin Maria Theresia dem Königreich Ungarn zugesprochen. Ab da gehörte die Siedlung dem Komitat Torontál an und erhält die amtliche Bezeichnung Torontáldinnyés.
Von 1849 bis 1860 war es Teil eines eigenständigen Kronlandes der Woiwodschaft Serbien und Temescher Banat.
Nach dem Österreichisch-Ungarischen Ausgleich (1867) wurde das Banat dem Königreich Ungarn innerhalb der Doppelmonarchie Österreich-Ungarn angegliedert.
Der Vertrag von Trianon am 4. Juni 1920 hatte die Dreiteilung des Banats zur Folge, wodurch das Dorf an das Königreich Rumänien fiel. Seitdem ist Diniaș die amtliche Bezeichnung.
Infolge des Waffen-SS Abkommens vom 12. Mai 1943 zwischen der Antonescu-Regierung und Hitler-Deutschland wurden alle deutschstämmigen wehrpflichtigen Männer in die deutsche Armee eingezogen.
Dafür mussten die Deutschen aus Rumänien nach dem Seitenwechsel Rumäniens am 23. August 1944 büßen.
Noch vor Kriegsende, im Januar 1945, fand die Deportation aller volksdeutschen Frauen zwischen 18 und 30 Jahren und Männer im Alter von 16 bis 45 Jahren zur Aufbauarbeit in die Sowjetunion statt.
Das Bodenreformgesetz vom 23. März 1945, das die entschädigungslose Enteignung der deutschen Bauern, als ehemalige Angehörige der Deutschen Volksgruppe in Rumänien, vorsah, entzog der ländlichen Bevölkerung die Lebensgrundlage. Gleichzeitig wurden auch die Häuser der Deutschen entschädigungslos enteignet. Boden und Bauernhäuser wurden an Kleinbauern, Landarbeiter und Kolonisten aus anderen Landesteilen verteilt.
Durch das Nationalisierungsgesetz vom 11. Juni 1948, das die Verstaatlichung aller Industrie- und Handelsbetriebe, Banken und Versicherungen vorsah, fand die Enteignung aller Wirtschaftsbetriebe statt. Anfang der 1950er Jahre wurde die Kollektivierung der Landwirtschaft vollzogen.
Da die Bevölkerung entlang der rumänisch-jugoslawischen Grenze von der rumänischen Staatsführung nach dem Zerwürfnis Stalins mit Tito und dessen Ausschluss aus dem Kominform-Bündnis als Sicherheitsrisiko eingestuft wurde, erfolgte am 18. Juni 1951 die Deportation in die Bărăgan-Steppe unabhängig von der ethnischen Zugehörigkeit. Die rumänische Führung bezweckte zugleich den einsetzenden Widerstand gegen die bevorstehende Kollektivierung der Landwirtschaft zu brechen. Als die Bărăganverschleppten 1956 heimkehrten, erhielten sie die 1945 enteigneten Häuser und Höfe zurückerstattet. Der Feldbesitz wurde jedoch kollektiviert.

## Brackwasser Diniaș
Die Brackwasser Diniaș (rumänisch: Sărăturile Diniaș) sind ein Naturschutzgebiet im Kreis Timiș auf dem Areal des Dorfes Diniaș. Das Schutzgebiet ist ein Bodenschutzgebiet, erstreckt sich über eine Fläche von 4 Hektar und beherbergt eine große Vielfalt von halophilen Pflanzen- und Tierarten. Die Brackwasser von Diniaș gelten als eine touristische Attraktion im Westen des Landes.

## Demografie
| 1880 | 1389 | -   | 21 | 75 | 1293 |
| 1910 | 1665 | 31  | 27 | 27 | 1580 |
| 1930 | 1656 | 8   | 6  | 6  | 1636 |
| 1977 | 1200 | 370 | 15 | 9  | 806  |
| 2002 | 1007 | 674 | 9  | 2  | 322  |